# Monument à Jean de Saxe
Le monument à Jean de Saxe est une statue équestre en bronze de six mètres (13,50 m avec sa base) du roi Jean Ier de Saxe sur la Theaterplatz à Dresde, créée par Johannes Schilling à partir de 1882 et dévoilée en 1889.

## Histoire
La place du Théâtre est conçue à partir de 1840, d'après la première partie du village italien (de) démoli à partir de 1838 pour la construction du Théâtre royal de la Cour de Dresde (de). En 1846, la décision est prise de ne pas poursuivre le plan de forum de Gottfried Semper, mais de fermer le côté nord du Zwinger, qui avait été ouvert jusque-là, avec la Galerie Semper.
Une première idée est mettre le monument créé par Ernst Rietschel pour le roi Frédéric-Auguste Ier en 1843 dans le centre de la place nouvellement créée. Cependant ce monument reste au centre du Zwinger.
Après la reconstruction du Semperoper en 1878, la conception de la place prend un nouvel élan, dans lequel l'accent est désormais mis sur l'érection d'un monument.
En janvier 1881, l'Association militaire de Dresde recueille les premiers dons pour un monument au roi Jean, bien que celui-ci ne soit pas encore destiné à un emplacement précis et qui déclenche initialement des discussions avec la ville, qui craint qu'il n'y ait pas une mise en œuvre digne. Cependant, un comité de citoyens de Dresde se forme en mars de la même année, alors que l'afflux de dons est plus faible que prévu. Seule la promesse du ministère des Finances du royaume de Saxe à contribuer une somme importante donne un nouvel élan. Cependant, le Comité des citoyens de Dresde précise que seuls les sculpteurs Ernst Hähnel et/ou Johannes Schilling peuvent participer, le premier renonce à la commande en faveur de son ami Schilling.
Schilling suggère la Theaterplatz comme emplacement et soumet la proposition d'une statue équestre au comité. Johannes Schilling reçoit la commande le 1er juillet 1882, il travaille sur la conception pendant une durée inhabituellement longue : il n'achève les modèles que début mai 1888. En 1889, la statue équestre en bronze est coulée par la fonderie C. Albert Bierling, tandis que la sous-structure avait été précédemment conçue par les architectes Karl Weissbach et Karl Barth. Le 18 juin 1889, il est inauguré en présence du roi Albert lors des fêtes du Wettin à l'occasion du 800e anniversaire de l'inféodation des Wettin à la marche de Misnie. La ville de Dresde contribue 30 000 marks et le fonds d'art de l'État 105 000 marks aux coûts de 286 000 marks.
Le monument est également épargné par les campagnes de collecte de bronze du Troisième Reich et survit au bombardement de Dresde en février 1945. La haute reconnaissance artistique du roi Jean en tant que traducteur de Dante sauve le monument du démantèlement ou de la destruction à l'époque de la RDA.
Un nettoyage en profondeur et une rénovation ont lieu en 2013. En 2015, il y a une attaque au sac de peinture sur le monument.